# Райки (Одесская область)
Райки (укр. Райки) — село, относится к Великомихайловскому району Одесской области Украины.
Население по переписи 2001 года составляло 108 человек. Почтовый индекс — 67122. Телефонный код — 8-04859. Занимает площадь 0,51 км². Код КОАТУУ — 5121683009.

## Местный совет
67121, Одесская обл., Великомихайловский р-н, с. Новоборисовка, ул. Ленина, 21